# Wietse Venema
Wietse Zweitze Venema (ur. 1951) – holenderski programista i fizyk, znany przede wszystkim z napisania serwera poczty elektronicznej Postfix. Współpracował również między innymi z  Danem Farmerem przy projekcie SATAN.

## Życiorys
Studiował fizykę na Uniwersytecie w Groningen, gdzie uzyskał stopień doktora. Przez dwanaście lat pracował na Uniwersytecie w Eindhoven jako architekt systemów na Wydziale Matematyki i Informatyki. W 1986 roku wyemigrował do Stanów Zjednoczonych, gdzie pracował w IBM.

## Nagrody
Laureat wielu prestiżowych nagród, między innymi:
- Security Summit Hall of Fame Award (1998)
- SAGE Outstanding Achievement Award (1999)
- NLUUG Award (2000)
- Sendmail Milter Innovation Award (2006)
- The 2008 Free Software Foundation Award for the Advancement of Free Software (2009)
- ISSA Hall of Fame award (2012)